# H. Csongrády Márta
H. Csongrády Márta (Debrecen, 1943. július 9. –) képző- és fotóművész.

## Élete
Alsó- és középfokú iskoláit a debreceni Kossuth Gyakorló Általános Iskolában és Gimnáziumban végezte, majd egyetemi diplomát szerzett a Kossuth Lajos Tudományegyetem BTK. Néprajzi Tanszéken, muzeológus és etnográfusként.
Három évig a Néprajzi Tanszéken tanított néprajzi fotózást.
35 évig a Kenézy Gyula Kórház–Rendelőintézetben (Debrecen) dolgozott, mint tudományos munkatárs. Itt megalapította a Kenézy Galériát, melyet önerőből 22 évig vezetett, kéthetente kiállítást rendezett nyári szünet nélkül. A Kenézy Galéria hírét a világban is kezdték ismerni, pl. japán, kínai, svájci, olasz, román, német, lengyel művészek is szerepeltek a kiállítók között. A Kenézy Galéria által folyamatos kapcsolatot tartott a Déri Múzeummal, ahonnan időszaki kiállításokat is kapott. A Déri Múzeum évkönyvében is szerepeltették a Kenézy Galériát.
Tíz évig szervezte a DOTE Gyermekklinikán szerveződött Baby Galériát, ahol a Kenézy Galériában is szereplő művészek alkotásaiból állított ki. Hat évig szervezte az Aranybika Galériát.
Öt évig szervezte Hajdúszoboszlón a Mátyás Galériát. A galériákkal járó munkákat maga végezte, anyagi támogatás nélkül.
Az 1990-ben megalakult Holló László Alapítvány munkáját segítette, továbbá 2015-ig 14 kötet Holló László életéről szólóalbum teljes fotóillusztrációját készítette.
1977 óta szerepel munkáival különféle kiállításon rendszeresen, (Debrecenben: Tavaszi Tárlat, Nyári Tárlat stb.).
De 1977-től 1992-ig az Egészségügyi Fotósok Kiállításán rendszeresen, ahonnan több alkalommal egyszerre több díjat is elhozott.
Más egyéb szervezetek által megrendezett kiállításokon is rendszeresen – ma is – részt vesz.
1985-től 6 évig szervezte saját ötlete alapján az egészségügyben dolgozó fotósok konferenciáját. Ez nagyon sikeres volt, mert az orvosi fényképezés teljesen eltér a köznapi életben ismert fényképészettől, igen sok nehézséggel kellett mindenkinek megküzdeni ahhoz, hogy elfogadható, szép munkát tudjon letenni a tudomány asztalára. Ehhez kellett egy fórum, ahol a problémák megoldására készült előadásokkal tudták egymás munkáit segíteni.
A kórházi fotózás, és galériák vezetése mellett természetesen több művésztelep megbecsült tagja lett, később vezetője.
2003-2009 a Hortobágyi Nemzetközi Művésztelep Alapítvány és a Cívis Nemzetközi Művésztelep művészeti vezetője.
2003-tól a Művésznők Nemzetközi Alkotótábor-Vámospércs, művészeti vezetője.
2006-tól a St. Michel-i Közép-Európai Művészegyesületnek (Franciaország) kuratóriumi tagja.
2009-2011 a Pasztellfestők Egyesülete-Debrecen, művészeti titkára.
2012-től a Káplár Miklós Nemzetközi Alkotótábor-Hortobágy alapítója és művészeti vezetője.
2018-ban megalapította a Hortobágyi Káplár Miklós Nemzetközi Művésztelep Egyesületet, melynek elnöke és művészeti vezetője lett.
Tanulmányutakon járt (Finnország, Olaszország, Németország, Ausztria, Románia, Ukrajna, Szerbia, Szlovákia, Lengyelország, Franciaország, Málta, Kazahsztán)

## Kiállításai
Első önálló kiállítása 1981-ben volt, azóta folyamatosan határon túl és belül, számszerűen 248
- 1981. 1982. 1983. 1984. 1986. 1987. 1988. 1989. 1990. 1991. 1993. 1994. 1995. 1996. 1997. 1998. 1999. 2001. 2002. 2003. 2004. 2005. 2006. 2007. 2008. 2009. 2010. 2011. 2012. 2013. 2014. 2017. Debrecen.
- 1983. Salgótarján.
- 1984. Miskolc.
- 1984. 2001. Balmazújváros.
- 1984. 1987. Derecske.
- 1985. 1992. 2004. 2005. 2006. 2007. 2008. Hajdúszoboszló.
- 1986. 1988. 1989. 1994. 2012. Budapest.
- 1986. 1989. 1997. Püspökladány.
- 1986. 1994. Biharnagybajom.
- 1987. Sopron.
- 1987. Berettyóújfalu.
- 1987. 1989. 2006. Hajdúböszörmény.
- 1987. 2003. 2008. 2009. Hortobágy.
- 1987. Józsa.
- 1987. 1994. Nagyrábé.
- 1987. 2012. 2013. 2014. 2015. Vámospércs.
- 1988. Nyírmártonfalva.
- 1989. Nagyiván.
- 1989. 2012. Hajdúdorog.
- 1989. 2001. Tiszaújváros.
- 1989. Egyek.
- 1990. 1991. Kisvárda.
- 1991. Nádudvar.
- 1991. Kaba.
- 1993. 1998. Mátészalka.
- 1994. Fehérgyarmat.
- 1995. Buják.
- 1995. Hosszúpályi.
- 1995. 1996. Finnország (Helsinki, Nivala, Hanko, Jyväskylä, Porvoo, Kotka)
- 1996. Észtország (Tallin)
- 1996. Zsáka
- 1996. 1997. 1998. Németország (Hindemann, Drezda, Neuburg, Nedarschütz, Neustadt)
- 1996. 2004. 2005. Piliscsaba
- 2000. 2003. Putnok
- 2000. 2001. 2002. 2004. 2005. 2006. 2007. Franciaország. (St. Michel, Vervins, Toulis, Bessans, Hirson)
- 2001. 2003. 2010. Hajdúhadház
- 2003. Tiszadada
- 2001. 2004. 2006. 2008. Románia (Marosvásárhely, Gyergyószentmiklós, Csíkszereda, Kolozsvár)
- 2004. 2006. 2007. 2008. 2013. 2014. Lengyelország (Radzyn Podlaski, Lublin, Białystok)
- 2005. 2006. 2007. 2008. 2009. Japán (Toyama)
- 2005. 2006. Székesfehérvár
- 2007. 2008. 2011. Ukrajna (Munkácsi vár, Beregszász, Kijev, Lemberg, Huszt)
- 2008. Szlovákia (Mihalovce, Terebes)
- 2008. Korea
- 2009. Hajdunánás
- 2010. Kína (Shanghaj)
- 2010. Hidasnémeti
- 2011. Hejce
- 2016. Vác

### Állandó kiállításai
- Toulisban, Franciaországban a Galambdúcok sorozatból. (105 db kép)
- Kiskőrösön a Petőfi Szülőház és Emlékmúzeumban A Tisza c. versre készített képekből, ez Nadányi Zoltán-díjat nyert. (15 db kép)
- Tiszadadán a Holló László Általános Iskola aulájában a Holló László festőművész 50 db festményének reprodukcióiból.

### Kiállítási anyagai
- SZALAJKA (1978)
- VIRÁGAIM (1982)
- NÉGY ÉVSZAK A HORTOBÁGYON (1983-84)
- MAGYARORSZÁG TEMPLOMAI (1989-90)
- KRSNA (1990)
- PÁSZKASZENTELÉS HAJDÚDOROGON (1985)
- BUJÁK (1986, 1990, 1994, 1995, 1996)
- A TISZA (1987-88) A képek Petőfi Sándor azonos című versére, a mű 1999-től a Kiskőrösi Petőfi Szülőház és Emlékmúzeum állandó kiállításán szerepel. A Bihari Irodalmi Társaság által meghirdetett pályázaton Nadányi Zoltán-díjat nyerte el 1990-ben.
- „GÓG ÉS MAGÓG FIA VAGYOK ÉN” (1989) A Bihari Irodalmi Társaság által meghirdetett pályázaton dicséretet kapott (1991)
- AHOGY ÉN LÁTTAM VELENCÉT (1993, 1994, 1995)
- BARANGOLÁSAIM (1996)
- ULMI KÉPESLAPOK (1996)
- VELENCEI KARNEVÁL (1994-98)
- VÁRTEMPLOMOK FRANCIAORSZÁGBAN (2000)
- GALAMBDÚCOK FRANCIAORSZÁGBAN (2001). A képek állandó kiállításon vannak Toulisban, (Franciaország)
- PÁRIZS MAGYAR SZEMMEL (2002)
- HOLLÓ LÁSZLÓ (2002) A képek állandó kiállításon vannak Tiszadadán a Holló László Általános Iskola Galériájában.
- SZÉKELYKAPUK (2004)
- A HÁGÓN (2004)
- HORTOBÁGY (1983-folyamatosan bővítve)
- KALOTASZEGI VISELETEK (2008)
- BARANGOLÁS A TERMÉSZETBEN (2009)
- FÜGGETLEN EMÓCIÓK (2010)
- MÁLTAI EMLÉKEK (2015)
- DZSINGISZ KÁN FÖLDJÉN (2017)

Csoportos kiállításon összesen 198 alkalommal vett részt az ország minden területén és külföldön egyaránt.
Közgyűjteményben 240 munkája van Magyarországon és külföldön.

## Publikációi
Több kiadvány jelent meg munkáival egészen pontosan 109.
A kiadványok főleg könyvborítók, katalógusok, naptárak, képeslapok, lemez és CD lemezborítók, de több teljes könyvillusztrációt is készített, többek között:
- Ujváry Zoltán: Játék és Maszk I-II-III. (1983).
- Akadémia Kiadó: Egyházak és vallások a mai Magyarországon (1990).
- Végvári Lajos: Holló László (1990). A 2. kiadás is (2007).
- Bényei József: Holló László életműve (1993).
- Ujváry Zoltán: Holló László. A művész és az ember. (1994).
- H. Csongrády Márta, Bődi István: Hosszúpályi (2000).
- Ujváry Zoltán: München-Técső-Párizs. Holló László ösztöndíjas évei (2002).
- Kocsis Elemér: Holló László művészete. (2002).
- Vitéz Ferenc: „Szent Antal megkísértése.” Holló László életregénye. (2002).
- Könyvesházak KHT: Száz magyar falu: Nyíracsád. (2002).
- Könyvesházak KHT: Száz magyar falu: Magyarhomorog. (2002).
- H.Csongrády Márta: Hazafelé (2003).
- Pátzay Mária festészete (2004).
- H. Csongrády Márta: Holló László 120 festménye (2007).
- Sz. Kürti Katalin: Holló László krematórium freskói (2007).
- Réti Zoltán akvarelljei Madách Imre Mózeséhez (2008).
- Tar Károly: A szépség csodája (2009).
- Vitéz Ferenc: Holló László Művészete (2012).
- Vitéz Ferenc – H. Csongrády Márta: Törékeny asszony ezer alakban (Holló László múzsája: Maksa Olga) (2014).

Összesen 103 művet illusztrált, ebből 84 könyv teljes illusztráció.

## Társasági tagságai
- 1994. MAOE. (Magyar Alkotóművészek Országos Egyesülete)
- 1983. Debreceni Fotóklub
- 1986. Hortobágyi Nemzetközi Alkotótábor
- 1996. Hortobágyi Nemzetközi Művésztelep
- 2000. Közép-Európai Művészegyesület(Franciaország) Kuratóriumi tag
- 2000. Csontváry Nemzetközi Egyesület Hosszúpályi
- 2000. Egyeki Nemzetközi Művésztelep
- 2001. Hajdúbagosi Alkotótábor
- 2001. Művészbarátok Egyesülete Budapest
- 2002. Cívis Nemzetközi Művésztelep Hajdúszoboszló
- 2002. Hajdúdorogi Nemzetközi Alkotótábor
- 2003. Hódmezővásárhelyi Művésztelep (Fotóművészeti Szövetség)
- 2003. Spania Dolina Nemzetközi Művésztelep(Szlovákia)
- 2003-2005. Debreceni Mű-Terem Galéria kuratóriumi tagság
- 2003. Művésznők Nemzetközi Alkotótábora, Vámospércs (művészeti vezető)
- 2008. Nemzetközi Művésztelep, Mihalovce (Szlovákia),
- 2009. Nemzetközi Művésztelep (Bpest. XV. ker. Önkormányzata által szervezett) Bernecebaráti
- 2011. Nemzetközi Művésztelep, Huszt (Ukrajna)
- 2012. Káplár Miklós Nemzetközi Alkotótábor-Hortobágy (alapító és művészeti vezető)
- 2016. Kazahsztáni Nemzetközi Művésztelep-Almaty
- 2018. Hortobágyi Káplár Miklós Nemzetközi Művésztelep Egyesület (alapító, elnöke 4 évre, és művészeti vezetője)

## Díjai, elismerései
- 1977 Tiszteletdíj, Orvos-Egészségügyi Dolgozók Országos Fotókiállítása
- 1979 I. díj és két III. díj, Orvos-Egészségügyi dolgozók Országos Fotókiállítása
- 1979 Semmelweis-emlékérem, Kenézy Gyula Kórház és Rendelőintézet
- 1988 Egészségügyi Miniszteri dicséret, Egészségügyi Minisztérium
- 1990 Nadányi Zoltán-díj. Bihari Irodalmi Társaság, Bihari Irodalmi pályázat
- 1991 Dicséret, Bihari Irodalmi Társaság, Bihari Irodalmi pályázat
- 2003 Alkotói ösztöndíj, Debrecen Kultúrájáért Alapítvány
- 2004 Holló László-díj, Holló László Alapítvány
- 2005 Nívódíj, Hortobágyi Nemzetközi Művésztelep Alapítvány
- 2006 Boromisza Tibor-emlékérem, Hortobágyi Nemzetközi Művésztelep Alapítvány
- 2006 Brassai Sámuel-díj, Brassai Sámuel Gimnázium és Műszaki Középiskola
- 2009 III. díj, 100 éve született Radnóti Miklós pályázat, Képző és Iparművészeti Egyesület
- 2014 Jó Ember-díj, Káplár László Alapítvány
- 2016 Vámospércs Városáért-díj
- 2016 Kölcsey Ferenc-díj
- 2020 Csokonai díj